# Hernán De La Fuente
Pour les articles homonymes, voir Pérez.
Hernán De La Fuente est un footballeur argentin né le 7 janvier 1997 à Buenos Aires. Il joue au poste de défenseur au CA Huracán. 

## Biographie
Formé à Vélez Sarsfield, il joue son premier match avec les seniors le 20 novembre 2017, lors d'une défaite 1-0 contre le CA Huracán en championnat. 
Il atteint avec le Vélez Sarsfield les demi-finales de la Copa Sudamericana en 2020, en étant battu par le CA Lanús.
Avec la sélection olympique, il participe aux Jeux olympiques d'été de 2020, organisés lors de l'été 2021 à Tokyo. Lors du tournoi olympique, il joue deux matchs. Malgré un bilan honorable d'une victoire, un nul et une défaite, l'Australie est éliminée dès le premier tour.
Le 13 août 2021, il s'engage pour trois ans avec le FC Famalicão.